# Xã Big Creek, Quận Black Hawk, Iowa
Xã Big Creek (tiếng Anh: Big Creek Township) là một xã thuộc quận Black Hawk, tiểu bang Iowa, Hoa Kỳ. Năm 2010, dân số của xã này là 2.560 người.